# Oelitsa 1905 Goda
Oelitsa 1905 Goda (Russisch: Улица 1905 года uitspraakⓘ) is een station aan de Tagansko-Krasnopresnenskaja-lijn van de Moskouse metro. 

## Geschiedenis
Oelitsa 1905 Goda is een van de vijf stations van de Krasnopresnensko-radius die op 30 december 1972 werd geopend. De Krasnopresnensko-radius was al in 1932 onderdeel van het metroplan als westelijk deel van de Rogozjski-Krasnopresnenski-lijn. In 1957 werden de plannen voor de Tagansko-Krasnopresnenskaja-lijn nader uitgewerkt. Zoals in die tijd gebruikelijk werden de delen buiten de Koltsevaja-lijn eerst gebouwd. Het traject van de  Krasnopresnenska-radius, het deel ten westen van de binnenstad, loopt via het voorstadsstation Begovaja en ligt daardoor iets noordelijker dan in de plannen van 1932. De bouw van het station begon in 1968 waarbij de namen Zvenigorodskaja en Plein 1905 werden gehanteerd. Uiteindelijk werd het station genoemd naar de 1905-straat waarmee wordt gerefereerd aan de revolutie van 1905.
De bouw vond plaats volgens de openbouwputmethode naar het standaardontwerp uit 1961, de zogeheten duizendpoot, in de badkamerstijl. In 1991 werd voorgesteld om het station om te dopen in Trjochgorka. In 2018 werd de letter M gestolen van het dak van het stationsgebouw, de daders konden korte tijd later door de politie worden aangehouden. In 2019 werd afdakjes boven de trappen naar de noordelijke verdeelhal geplaatst. 

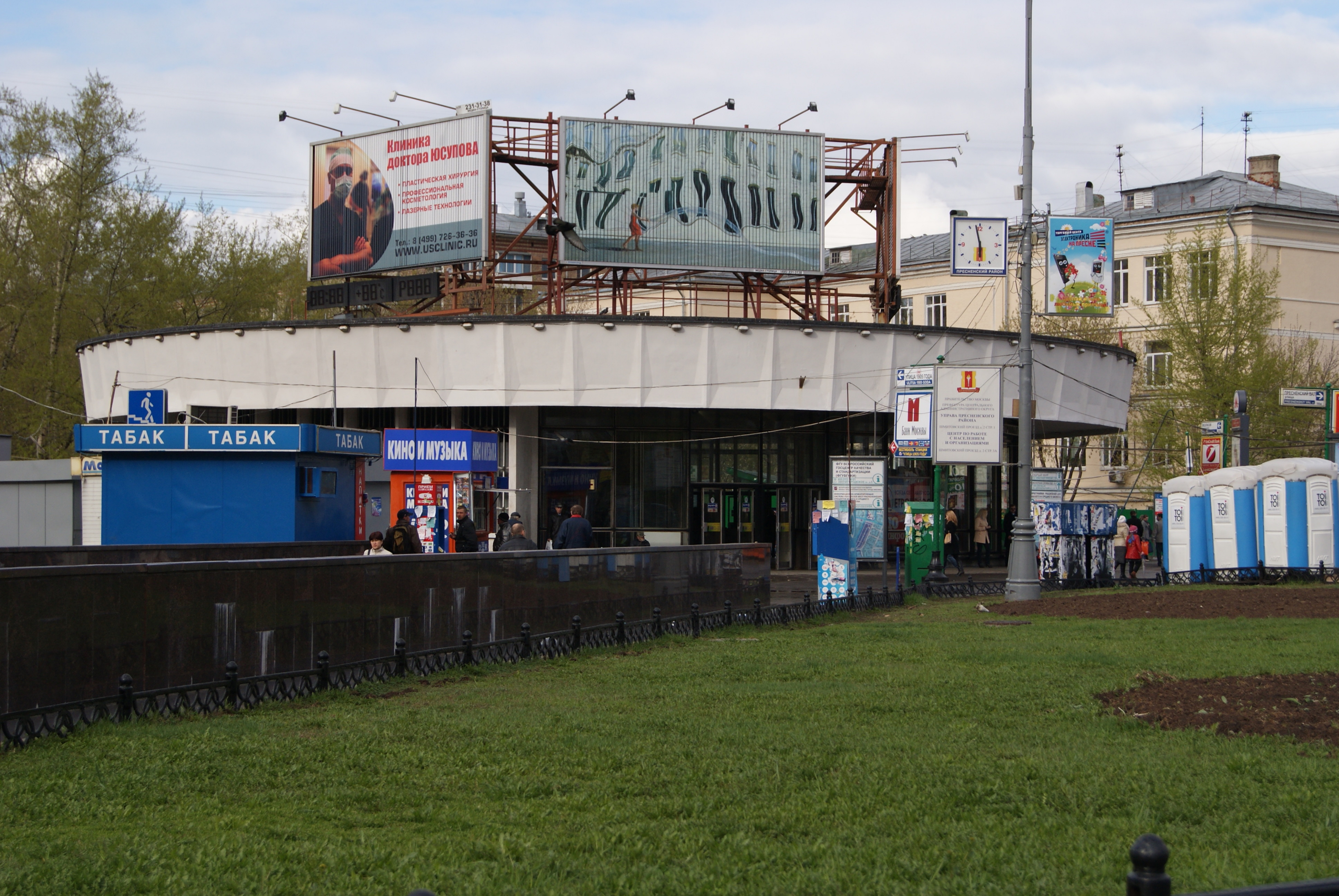
Het stationsgebouw
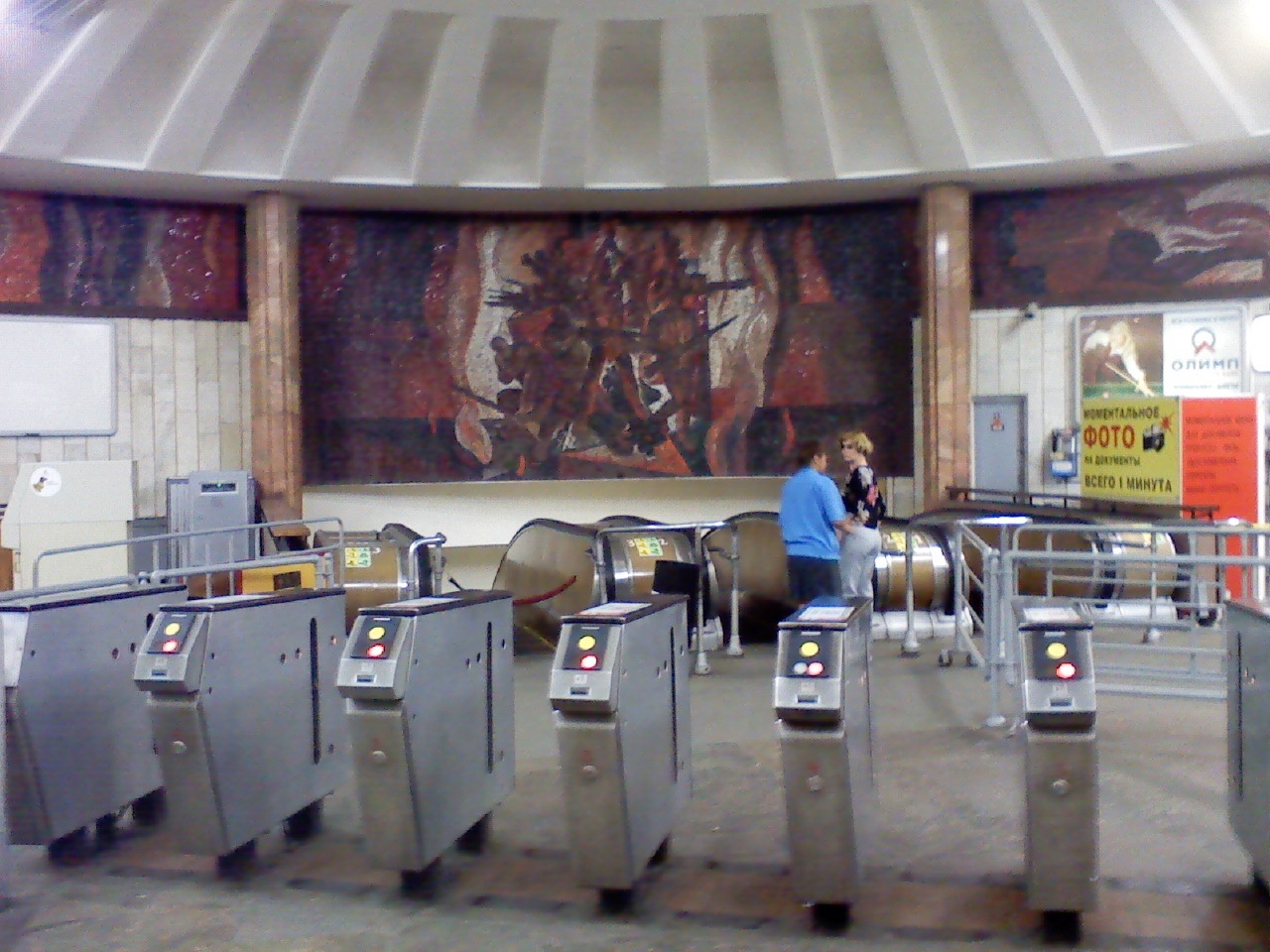
Interieur van het stationsgebouw
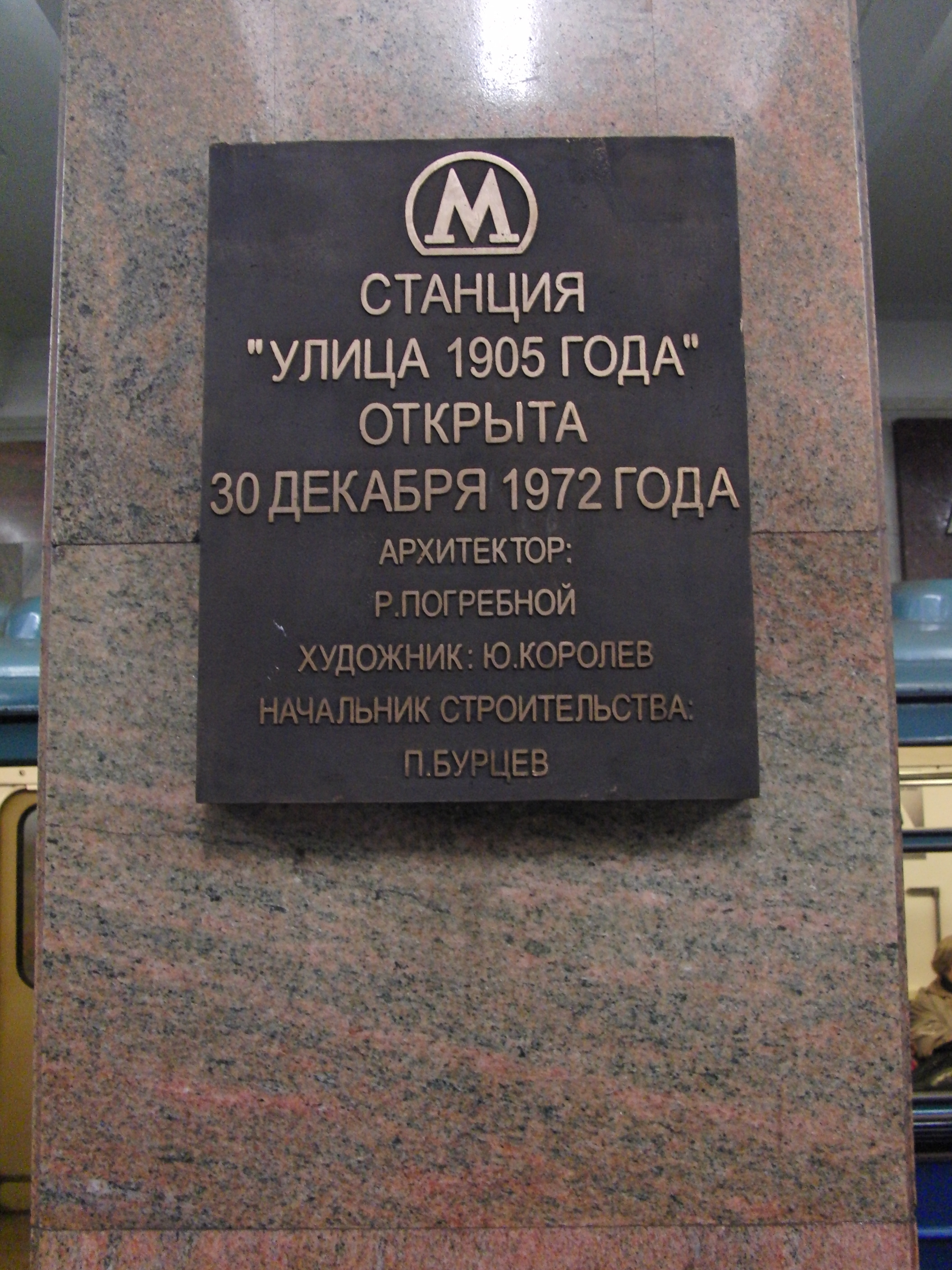
Het officiële naambord van het station

## Ligging en ontwerp
Het station heeft een ondergrondse verdeelhal onder de 1905-straat aan de noordkant van het perron. Het ronde stationsgebouw ligt bovengronds aan de zuidkant van het perron aan het Krasnopresnenskaja Zastavaplein waar de 1905-straat, de Krasnaja Presnaja en de Presnenski val op uit komen. In het stationsgebouw hangt boven de roltrap een mozaïek ter nagedachtenis aan 1905. Ondergronds is het station een duizendpoot, de enige in de centrale okroeg. De architecten Pogrebnoj en Soevorov plaatsten de zuilen in twee rijen van 26 met een onderlinge afstand van 6,5 meter. De breedte van het station is 18,4 meter, de hoogte is 6,45 meter. Het perron zelf is tien meter breed en 156 meter lang. De zuilen zijn bekleed met roze Boerovsjtsjina-marmer en de tunnelwanden met Kojelga-wanden. De tunnelwanden hebben een fries die versierd is met de cijfers 1905 en fakkels die door kunstenaar Koroljov werden gemaakt van geanodiseerd aluminium. 